# Championnat du Burundi de football 2011-2012
Navigation
Saison précédente Saison suivante
La saison 2011-2012 du Championnat du Burundi de football est la quarante-neuvième édition de la Ligue A, le championnat de première division au Burundi. Les douze meilleures équipes du pays sont regroupées au sein d’une poule unique où ils s’affrontent deux fois au cours de la saison, à domicile et à l’extérieur. En fin de saison, les deux derniers du classement sont relégués et remplacés par les deux meilleurs clubs de deuxième division (le champion de la zone de Bujumbura et le champion de l'Intérieur).
C'est le club de Vital’O FC qui est sacré cette saison après avoir terminé en tête du classement final, avec trois points d’avance sur le tenant du titre, Atlético Olympic et douze sur LLB Académic. Il s’agit du dix-huitième titre de champion du Burundi de l’histoire du club.

## Qualifications continentales
Le champion du Burundi se qualifie pour la Ligue des champions de la CAF 2013 tandis que le vainqueur de la coupe nationale (ou le vice-champion si la Coupe n'est pas organisée) obtient son billet pour la Coupe de la confédération 2013.

## Les clubs participants
| - Vital’O FC - InterStar - Atlético Olympic - LLB Académic - Académie Tchité FC - Kamenge FC - Promu de D2 | - Muzinga FC - Espoir de Gatumba - Flamengo de Ngagara - Union Sporting Bujumbura - Flambeau de l’Est - Promu de D2 - Royal FC de Muramvya |

## Compétition
Le barème utilisé pour établir le classement est le suivant :
- Victoire : 3 points
- Match nul : 1 point
- Défaite : 0 point

### Classement
| Rang | Équipe                   | Pts | J  | G  | N  | P  | Bp | Bc | Diff |
| ---- | ------------------------ | --- | -- | -- | -- | -- | -- | -- | ---- |
| 1    | Vital’O FC               | 53  | 22 | 16 | 5  | 1  | 54 | 14 | +40  |
| 2    | Atlético OlympicT        | 50  | 22 | 15 | 5  | 2  | 45 | 12 | +33  |
| 3    | LLB AcadémicC            | 41  | 22 | 12 | 8  | 2  | 37 | 17 | +20  |
| 4    | Flambeau de l’EstP       | 35  | 22 | 9  | 8  | 5  | 23 | 17 | +6   |
| 5    | InterStar                | 32  | 22 | 9  | 5  | 8  | 33 | 25 | +8   |
| 6    | Muzinga FC               | 29  | 22 | 7  | 8  | 7  | 26 | 32 | -6   |
| 7    | Royal FC de Muramvya     | 28  | 22 | 6  | 10 | 6  | 24 | 23 | +1   |
| 8    | Académie Tchité FC       | 18  | 22 | 4  | 6  | 12 | 17 | 31 | -14  |
| 9    | Espoir de Gatumba        | 18  | 22 | 3  | 9  | 10 | 9  | 29 | -20  |
| 10   | Flamengo de Ngagara      | 17  | 22 | 4  | 5  | 13 | 19 | 45 | -26  |
| 11   | Kamenge FCP              | 17  | 22 | 4  | 5  | 13 | 20 | 43 | -23  |
| 12   | Union Sporting Bujumbura | 14  | 22 | 2  | 8  | 12 | 17 | 36 | -19  |

|  | Qualification pour la Ligue des champions de la CAF 2013 et la Coupe Kagame inter-club 2013 |
|  | Qualification pour la Coupe de la confédération 2013                                        |
|  | Relégation directe en deuxième division                                                     |
|  | T : Tenant du titre C : Vainqueur de la Coupe du Burundi P : Promu de D2                    |

## Bilan de la saison
| Championnat du Burundi de football 2011-2012 |                         |
| Champion                                     | Vital’O FC (18e titre)  |
| Coupes et trophées                           |                         |
| Vainqueur de la Coupe du Burundi 2011-2012   | LLB Académic            |
| Qualifications continentales                 |                         |
| Ligue des champions de la CAF 2013           | Vital’O FC              |
| Coupe de la confédération 2013               | LLB Académic            |
| Coupe Kagame inter-club 2013                 | Vital’O FC              |
| Promotions et relégations                    |                         |
| Promus en Ligue A                            | Le Messager FC de Ngozi |
| Promus en Ligue A                            | Prince Louis FC         |
| Relégués en Ligue B                          | Kamenge FC              |
| Relégués en Ligue B                          | Union Sport Bujumbura   |